# Coupe des nations de rink hockey 1965
Navigation
Coupe des nations 1964 Coupe des nations 1967
La Coupe des nations de rink hockey 1965 est la 39e édition de la compétition. La coupe se déroule durant le mois d'avril 1965 à Montreux.

## Déroulement
La compétition se compose d'un championnat à 6 équipes. Chaque équipe jouant une rencontre contre les cinq autres.
Le changement du décompte du temps adopté l'année précédente est confirmé. Les arrêts de jeu ne sont pas comptés dans les vingt minutes de mi-temps. De nouvelles règles apparaissent tel que l'absence de coup de sifflet de l'arbitre pour reprendre le match à la suite d'une faute. Lors de l'exécution d'un pénalty, les joueurs doivent désormais se tenir derrière la ligne médiane alors qu'auparavant ils pouvaient se placer à trois mètres derrière le tireur.
L'événement qui sert de prélude au championnat d'Europe de Lisbonne 1965 permet aux équipes participantes d'intégrer de nouveaux jeunes joueurs. Les résultats au championnat d'Europe conditionne la participation au championnat du monde de 1966 qui est réservé, pour l'Europe, à ses cinq meilleures équipes. Alors que devait participer pour l'Italie, l'équipe de l'US Triestina, c'est finalement l'équipe seconde du championnat italien, Novara, qui participe pour le compte de l'Italie à la coupe.
La Coupe des nations est suivie par la radio, tout au long de la compétition notamment par la Sottens.
L'Espagne remporte son match contre l'Allemagne par cinq buts contre un, alors que l'Italie prend le dessus sur les Pays-Bas par six buts à un.
Le Portugal remporte la Coupe des nations en devançant l'Espagne, en gagnant l'intégralité de ses matchs.

## Résultats
| Rang | Équipe      | Pts | J | G | N | P | Bp | Bc | Diff |  | Résultats   |  |     |     |     |     |      |
| ---- | ----------- | --- | - | - | - | - | -- | -- | ---- |  | ----------- |  | --- | --- | --- | --- | ---- |
| 1    | Portugal    | 10  | 5 | 5 | 0 | 0 | 20 | 9  | +11  |  | Portugal    |  | 2-1 | 4-2 | 5-2 | 4-2 | 5-2  |
| 2    | Espagne     | 8   | 5 | 4 | 0 | 1 | 31 | 8  | +23  |  | Espagne     |  |     | 7-1 | 7-1 | 5-1 | 11-3 |
| 3    | Italie      | 6   | 5 | 3 | 0 | 2 | 19 | 18 | +1   |  | Italie      |  |     |     | 5-4 | 5-2 | 6-1  |
| 4    | Montreux HC | 4   | 5 | 2 | 0 | 3 | 23 | 25 | -2   |  | Montreux HC |  |     |     |     | 8-3 | 8-5  |
| 5    | Allemagne   | 2   | 5 | 1 | 0 | 4 | 10 | 23 | -13  |  | Allemagne   |  |     |     |     |     | 2-1  |
| 6    | Pays-Bas    | 0   | 5 | 0 | 0 | 5 | 12 | 32 | -20  |  | Pays-Bas    |  |     |     |     |     |      |

## Classement final
| Vainqueur du tournoi de Montreux 1965 |
| ------------------------------------- |
| Portugal 7e                           |